# Jean-François Kornetzky
Jean-François Kornetzky (Wissembourg, 28 juli 1982) is een Frans doelman in het betaald voetbal. Hij verruilde in juli 2013 SC Schiltigheim voor FC Rot-Weiß Erfurt.

## Erelijst
Karlsruher SC
- Kampioen 2. Bundesliga

2007